# بوربيدغية
بوربيدغية (الاسم العلمي: Burbidgea)، جنس نباتات من فصيلة الزنجبيلية. أنواعه المعروفة خمسة، جميعها مستوطنة في جزيرة بورنيو. سُمي الجنس على المستكشف وجامع النباتات الاستوائية البريطاني فريدريك وليام بوربيدغ.
الأنواع المقبولة:
- Burbidgea longiflora (Ridl.) R.M.Sm. — سراوق
- Burbidgea nitida Hook.f. — سراوق
- Burbidgea pauciflora Valeton — بورنيو
- Burbidgea schizocheila Hackett — سراوق، صباح
- Burbidgea stenantha Ridl. — بورنيو